# Wimbledon 1986
De 100e editie van het Britse grandslamtoernooi, Wimbledon 1986, werd gehouden van maandag 23 juni tot en met zondag 6 juli 1986. Voor de vrouwen was het de 93e editie van het graskampioenschap. Het toernooi werd gespeeld bij de All England Lawn Tennis and Croquet Club in de wijk Wimbledon van de Britse hoofdstad Londen.
Op de eerste zondag tijdens het toernooi (Middle Sunday) werd traditioneel niet gespeeld.
Het toernooi van 1986 trok 400.032 toeschouwers.

## Belangrijkste uitslagen
Mannenenkelspel

Finale: Boris Becker (West-Duitsland) won van Ivan Lendl (Tsjecho-Slowakije) met 6-4, 6-3, 7-5
Vrouwenenkelspel

Finale: Martina Navrátilová (Verenigde Staten) won van Hana Mandlíková (Tsjecho-Slowakije) met 7-64, 6-3
Mannendubbelspel

Finale: Joakim Nyström (Zweden) en Mats Wilander (Zweden) wonnen van Gary Donnelly (Verenigde Staten) en Peter Fleming (Verenigde Staten) met 7-64, 6-3, 6-3
Vrouwendubbelspel

Finale: Martina Navrátilová (Verenigde Staten) en Pam Shriver (Verenigde Staten) wonnen van Hana Mandlíková (Tsjecho-Slowakije) en Wendy Turnbull (Australië) met 6-1, 6-3
Gemengd dubbelspel

Finale: Kathy Jordan (Verenigde Staten) en Ken Flach (Verenigde Staten) wonnen van Martina Navrátilová (Verenigde Staten) en Heinz Günthardt (Zwitserland) met 6-3, 7-67
Meisjesenkelspel

Finale: Natallja Zverava (Sovjet-Unie) won van Leila Meschi (Sovjet-Unie) met 2-6, 6-2, 9-7
Meisjesdubbelspel

Finale: Michelle Jaggard (Australië) en Lisa O'Neill (Australië) wonnen van Leila Meschi (Sovjet-Unie) en Natallja Zverava (Sovjet-Unie) met 7-63, 64-7, 6-4
Jongensenkelspel

Finale: Eduardo Vélez (Mexico) won van Javier Sánchez (Spanje) met 6-3, 7-5
Jongensdubbelspel

Finale: Tomás Carbonell (Spanje) en Petr Korda (Tsjecho-Slowakije) wonnen van Shane Barr (Australië) en Hubert Karrasch (Canada) met 6-1, 6-1

## Toeschouwersaantallen en bezoekerscapaciteit
|           |        | Eerste week |         | Tweede week |
| --------- | ------ | ----------- | ------- | ----------- |
| Maandag   |        | 28.161      |         | 37.438      |
| Dinsdag   | 31.924 | 32.965      |         |             |
| Woensdag  | 37.618 | 31.498      |         |             |
| Donderdag | 39.813 | 24.986      |         |             |
| Vrijdag   | 38.971 | 22.575      |         |             |
| Zaterdag  | 33.300 | 20.976      |         |             |
| Zondag    | –      | 19.807      |         |             |
| Totaal    |        | 400.032     | 400.032 | 400.032     |

|  | = slecht weer (meer dan twee uur niet gespeeld) |
|  | = gehele dag niet gespeeld, vanwege de regen    |

| Baan                           | Zitplaatsen                    | Staanplaatsen                  |                                | Baan                           | Zitplaatsen   |
| ------------------------------ | ------------------------------ | ------------------------------ | ------------------------------ | ------------------------------ | ------------- |
| Centre Court                   | 12.433                         | 2.000                          |                                | Court No. 9                    | –             |
| Court No. 1                    | 6.340                          | 1.500                          | Court No. 10                   | –                              |               |
| Court No. 2                    | 2.226                          | 1.000                          | Court No. 11                   | –                              |               |
| Court No. 3                    | 800                            | –                              | Court No. 12                   | –                              |               |
| Court No. 4                    | –                              | –                              | Court No. 13                   | 1.452                          |               |
| Court No. 5                    | –                              | –                              | Court No. 14                   | 1.254                          |               |
| Court No. 6                    | 250                            | –                              | Court No. 15                   | –                              |               |
| Court No. 7                    | 250                            | –                              | Court No. 16                   | –                              |               |
| Court No. 8                    | –                              | –                              | Court No. 17                   | –                              |               |
| Totaal zitplaatsen             | Totaal zitplaatsen             | Totaal zitplaatsen             | Totaal zitplaatsen             | Totaal zitplaatsen             | 25.005        |
| Totaal staanplaatsen           | Totaal staanplaatsen           | Totaal staanplaatsen           | Totaal staanplaatsen           | Totaal staanplaatsen           | 4.500         |
|                                |                                |                                |                                |                                |               |
| Bezoekerscapaciteit tennispark | Bezoekerscapaciteit tennispark | Bezoekerscapaciteit tennispark | Bezoekerscapaciteit tennispark | Bezoekerscapaciteit tennispark | 31.000-32.000 |

1877 · 1878 · 1879 · 1880 · 1881 · 1882 · 1883 · 1884 · 1885 · 1886 · 1887 · 1888 · 1889 · 1890 · 1891 · 1892 · 1893 · 1894 · 1895 · 1896 · 1897 · 1898 · 1899 · 1900 · 1901 · 1902 · 1903 · 1904 · 1905 · 1906 · 1907 · 1908 · 1909 · 1910 · 1911 · 1912 · 1913 · 1914 · 1915–1918 · 1919 · 1920 · 1921 · 1922 · 1923 · 1924 · 1925 · 1926 · 1927 · 1928 · 1929 · 1930 · 1931 · 1932 · 1933 · 1934 · 1935 · 1936 · 1937 · 1938 · 1939 · 1940–1945 · 1946 · 1947 · 1948 · 1949 · 1950 · 1951 · 1952 · 1953 · 1954 · 1955 · 1956 · 1957 · 1958 · 1959 · 1960 · 1961 · 1962 · 1963 · 1964 · 1965 · 1966 · 1967
↓ open tijdperk ↓
1968 (m-v-md-vd-gd) · 1969 (m-v-md-vd-gd) · 1970 (m-v-md-vd-gd) · 1971 (m-v-md-vd-gd) · 1972 (m-v-md-vd-gd) · 1973 (m-v-md-vd-gd) · 1974 (m-v-md-vd-gd) · 1975 (m-v-md-vd-gd) · 1976 (m-v-md-vd-gd) · 1977 (m-v-md-vd-gd) · 1978 (m-v-md-vd-gd) · 1979 (m-v-md-vd-gd) · 1980 (m-v-md-vd-gd) · 1981 (m-v-md-vd-gd) · 1982 (m-v-md-vd-gd) · 1983 (m-v-md-vd-gd) · 1984 (m-v-md-vd-gd) · 1985 (m-v-md-vd-gd) · 1986 (m-v-md-vd-gd) · 1987 (m-v-md-vd-gd) · 1988 (m-v-md-vd-gd) · 1989 (m-v-md-vd-gd) · 1990 (m-v-md-vd-gd) · 1991 (m-v-md-vd-gd) · 1992 (m-v-md-vd-gd) · 1993 (m-v-md-vd-gd) · 1994 (m-v-md-vd-gd) · 1995 (m-v-md-vd-gd) · 1996 (m-v-md-vd-gd) · 1997 (m-v-md-vd-gd) · 1998 (m-v-md-vd-gd) · 1999 (m-v-md-vd-gd) · 2000 (m-v-md-vd-gd) · 2001 (m-v-md-vd-gd) · 2002 (m-v-md-vd-gd) · 2003 (m-v-md-vd-gd) · 2004 (m-v-md-vd-gd) · 2005 (m-v-md-vd-gd) · 2006 (m-v-md-vd-gd) · 2007 (m-v-md-vd-gd) · 2008 (m-v-md-vd-gd) · 2009 (m-v-md-vd-gd) · 2010 (m-v-md-vd-gd) · 2011 (m-v-md-vd-gd) · 2012 (m-v-md-vd-gd) · 2013 (m-v-md-vd-gd) · 2014 (m-v-md-vd-gd) · 2015 (m-v-md-vd-gd) · 2016 (m-v-md-vd-gd) · 2017 (m-v-md-vd-gd) · 2018 (m-v-md-vd-gd) · 2019 (m-v-md-vd-gd) · 2020 · 2021 (m-v-md-vd-gd) · 2022 (m-v-md-vd-gd) · 2023 (m-v-md-vd-gd) · 2024 (m-v-md-vd-gd)
Lijst van Wimbledonwinnaars · Toernooien per editie